# Birgitte Hanel
Birgitte Hanel (ur. 25 kwietnia 1954 w Jægersborgu) – duńska wioślarka, brązowa medalistka olimpijska.

## Kariera
Wystąpiła na igrzyskach olimpijskich w Los Angeles w 1984, gdzie osada Dani w składzie: Hanne Eriksen, Birgitte Hanel, Lotte Koefoed, Bodil Steen Rasmussen i Jette Hejli Sørensen zdobyła brązowy medal, plasując się o 1,91 sekundy za osadą Rumunii i o 0,45 sekundy za osadą USA. Był to jej jedyny start olimpijski.
W tej samej konkurencji zajęła także szóste miejsce na mistrzostwach świata w Monachium (1981), a na mistrzostwach świata w Nottingham (1986) była piąta w dwójkach podwójnych wagi lekkiej.